# Liste von Spatzenbrunnen
In dieser Liste sind Spatzenbrunnen aufgeführt, also Brunnen im öffentlichen Raum, die Sperlinge zum Thema haben.

## Spatzenbrunnen
| Bezeichnung                       | Bild           | Standort                                                    | Künstler             | Errichtung Einweihung | Weitere Informationen |
| --------------------------------- | -------------- | ----------------------------------------------------------- | -------------------- | --------------------- | --------------------- |
| Möschebrunnen („Spatzenbrunnen“)  | weitere Bilder | Aachen, am Münsterplatz (Lage)                              | Bonifatius Stirnberg |                       |                       |
| Spatzenbrunnen (Bonn)             | weitere Bilder | Bonn, Mainzer Straße / Schlossallee (Lage)                  |                      | 2001                  |                       |
| Spatzenbrunnen (Wangen im Allgäu) |                | Wangen im Allgäu, Spitalstraße, vor der Spitalkirche (Lage) | Bonifatius Stirnberg | 1986                  |                       |